# Lewis Morris
Pour les articles homonymes, voir Lewis Morris (homonymie), Morris et Famille Morris (New Jersey).
Le colonel Lewis Morris (1613 - 1691) était un militaire anglais, membre de la Société religieuse des Amis (quaker), qui fut le premier habitant du Bronx et joua un rôle important dans l'histoire de la Barbade en 1650 lorsque celle-ci fut soumise par la New Model Army lors de l'expédition de la Barbade.
Il est planteur de sucre à la Barbade à partir de 1638, où en 1650, une partie de ses terres lui seront confisquées, l'amenant à partir à New York où il deviendra forgeron puis achètera une terre sur l'actuel emplacement du Bronx, qu'il appelle le "manoir de Morrisania". 
En décembre 1650, lors de l'expédition de la Barbade, il est à la tête des troupes d'un millier d'hommes qui débarquèrent dans l'île après qu'une escadre de navires de la New Model Army, envoyée par Parlement et menée par Sir George Ayscue, ait encerclée la colonie pendant un mois, opérant un blocus de la Barbade. 
Lorsque la flotte anglaise repasse à la Barbade en 1655, juste avant la conquête de la Jamaïque, le colonel Lewis Morris organise la levée d'un régiment de 4 000 volontaires, principalement des engagés d'origine irlandaise. 
Mais il ne participe pas lui-même à l'expédition, de peur que sa plantation ne soit saisie pendant son absence et sa femme spoliée, car il a une dette à honorer.
À la restauration britannique, son frère, le capitaine Richard Morris épouse une riche personnalité de la Barbade et devient planteur de sucre. Lewis Morris et lui font partie des rares Quaker de la Barbade, à contre-courant de la culture de l'île, ce qui leur vaut des ennuis.
En 1662, il tente d'organiser une expédition pour fuir l'île et aller s'installer à la Dominique. Finalement, les deux frères négocient l'asile politique et religieux à New York qui est alors une terre hollandaise et où ils s'installent sur une exploitation agricole de 300 acres.
New York redevient anglais en 1667, les Hollandais ayant accepté en échange les colonies britanniques du Suriname. En 1672, à la mort de son frère Richard Morris et de sa femme, il s'emploie à gérer le "manoir de Morrisania" et s'occuper de ses enfants, dont un petit garçon de seulement un an, Lewis Morris (1671-1746) . Lewis Morris et son épouse étant sans enfants, c'est ce neveu orphelin qui hérite du manoir et d'une éducation Quaker. Il deviendra plus tard magistrat puis gouverneur de New York.